# 五福花
五福花（学名：Adoxa moschatellina）为五福花科五福花属中的植物，分布于欧洲、日本、朝鲜、北美以及中国大陆的黑龙江、山西、青海、河北、辽宁、四川、新疆、云南等地，生长于海拔4,000米的地区，多生于林缘、林下以及草地。

## 参考文献

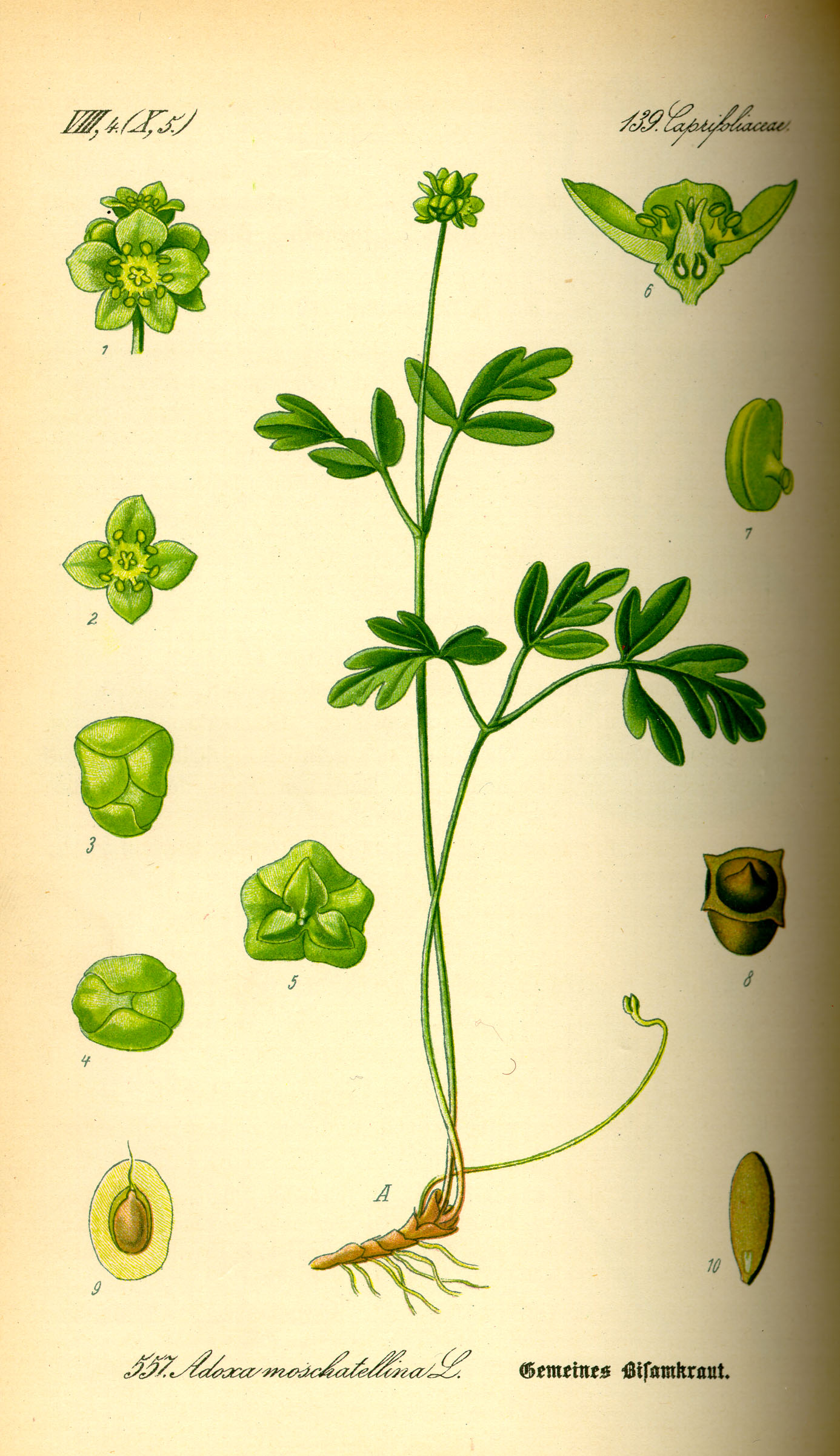